# 托氏毛蚶
托氏毛蚶（学名：Scapharca troscheli），是魁蛤目魁蛤科毛蚶属的一种。主要分布于中国大陆，常栖息在潮下带。